# بويقة متعددة الخطوط
بويقة متعددة الخطوط (الاسم العلمي: Boiga multifasciata) (بالإنجليزية: Many-banded Tree Snake)‏ هي نوع من الزواحف تتبع جنس البويقة من فصيلة الأحناش.